# Мала Сердоба
Мала́ Сердоба́ (також Мала Сєрдоба) (рос. Ма́лая Сердоба́, ерз. Вишка Сердоба, тат. Кече Сартаба) – село в Росії, адміністративний центр Малосердобинського району Пензенської області.
Населення – 4039 осіб (2021). Село багатонаціональне, в ньому проживають росіяни, мордва (ерзя), татари та українці.
У селі розташовані єдині в Росії пам'ятники жертвам Голодомору.

## Географія
Знаходиться в лісостеповій місцевості на річках Сердоба (притока Хопра) та Саполга, за 110 кілометрів на південь від Пензи, за 42 кілометри на південь від залізничної станції Колишлей Південно-Східної залізниці.

## Історія
Засноване в 1697 року станічними козаками з Пензенського, Симбірського і Саранського повітів як від'їжджаючи слобода міста Петровська.
Після придушення Булавінського повстання колишні кінні козаки стали офіційно іменуватися орними солдатами. У 1717 році іменувалася Сердобинською солдатською слободою. До кінця XVIII століття поселення стало одним із найбільших у Саратовському Поволжі, волосним центром Петровського повіту. До 1896 засновані 2 шкіряних заводу. Інші назви села — Архангельське, Микільське.
У 1795-1810 рр. селяни Малої Сердоби за вироком сходу створили на віддалених межах два села — Липівка і Шингал з метою перешкоди розширення за рахунок їх земель володінь сусідніх поміщиків. У 1920-1927 роках селяни Малої Сердоби організували 3 селища на віддалених полях, що залишилися після 1939 р. у складі Саратовської області: Шашкіне, Жулевський, Ленінський.
Восени 1905 — один із найбільших центрів соціалістів-революціонерів, діяла дружина, випускалися листівки. Радянська влада встановлена у грудні 1917 року мирним шляхом. У роки громадянської війни — прифронтове село, у березні 1921 року було зайнято на три дні антибільшовицькою бригадою донських козаків під керівництвом колишнього червоного командира, нагородженого орденом Червоного Прапора, Федора Попова. Влітку того ж року на околицях села йшли важкі бої з антонівцями із застосуванням артилерії.
З 23 липня 1928 року — районний центр Нижньо-Волзького краю. У 1930 році в Малій Сердобі почалася масова колективізація і демографічна катастрофа, викликана насильницькими методами її проведення. На 7 березня 1930 року в списку сімей, що підлягають розкуркуленню, значилося 497 осіб. У 1933 році від голоду в селі загинуло не менше 250 осіб. В результаті з 1929 по 1935 рік чисельність населення Малої Сердоби скоротилася на 2500 осіб.
У 1938 в Малій Сердобі налічувалося 1400 домоволодінь, працювала електростанція потужністю в 10 кВт (електроенергія подавалася в 14 будинків); діяли кооперативні шкіряні (шевська), швейна, деревообробні артілі, пекарня з вигрубкою 2 тонни хліба на добу, млин, 8 магазинів, чайна (їдальня); у розпорядженні МТС знаходилося 106 тракторів сукупною потужністю в 1750 л.з; 5 шкіл, 1450 учнів, дитячий сад і ясла (кожен на 25 дітей); Будинок культури на 348 місць, бібліотека; випускалася районна газета «комуна» накладом 1250 примірників; аптека, дитяча консультація, амбулаторія, лікарня на 36 ліжок, малярійний пункт; побутове обслуговування населення здійснювали готель (Будинок колгоспника) на 15 ліжок, лазня на 30 місць, перукарня.
У роки німецько-радянської війни більшість чоловіків пішло на фронт, забезпечення армії продовольством лягло на руки жінок і підлітків.
На початку 1960-х років почалася повсюдна електрифікація.
Адміністративно-територіальні реформи 1960-х років, скасування Малосердобинського району згубно позначилися на економічному та соціально-культурному розвитку села. Укрупнення колгоспів не додало ефективності суспільного виробництва, а населення зменшилося з 5 тисяч у 1959-му до 4 тисяч у 1970-му, що призвело до дефіциту робітників. Відновлення району покращило демографічну ситуацію, і з 1970 по 1989 чисельність населення Малої Сердоби збільшилася на 10%. У цей період була вирішена проблема доріг, розпочато програму газифікації, розгорнувся благоустрій, у вересні 1972 відкрита музична школа. У селі з'явився ряд нових вулиць, підвищилася продуктивність праці в сільському господарстві.
На 1993 рік у селі діяли дорожньо-будівельна ділянка, маслозавод , цегельний завод, ковбасний цех, хлібокомбінат, Будинок побуту, друкарня, млин, 2 олійниці, Будинок піонерів, стадіон, автовокзал. Успішно працювали центральна районна лікарня на 110 ліжок, будинок культури з кінозалом, бібліотека, школа мистецтв, муніципальний краєзнавчий музей. У середній школі імені Ф.в. Гладкова здобували освіту 772 учнів, в основної школі ім. Н. Є. Кушева-70.
З розпадом СРСР сільське господарство в селі згасло, почалася міграція жителів в міста, все ясніше проявлялося старіння населення.
З 2010-х років з'явилися ознаки відродження села, провісниками цього стало введення в дію нових соціально-культурних і спортивних об'єктів (фізкультурно-оздоровчого комплексу, басейну, спортивного майданчика, двох парків), повернення в обіг занедбаних земель.

## Економіка
Основою економіки села є сільське господарство.